# Персидский колодец

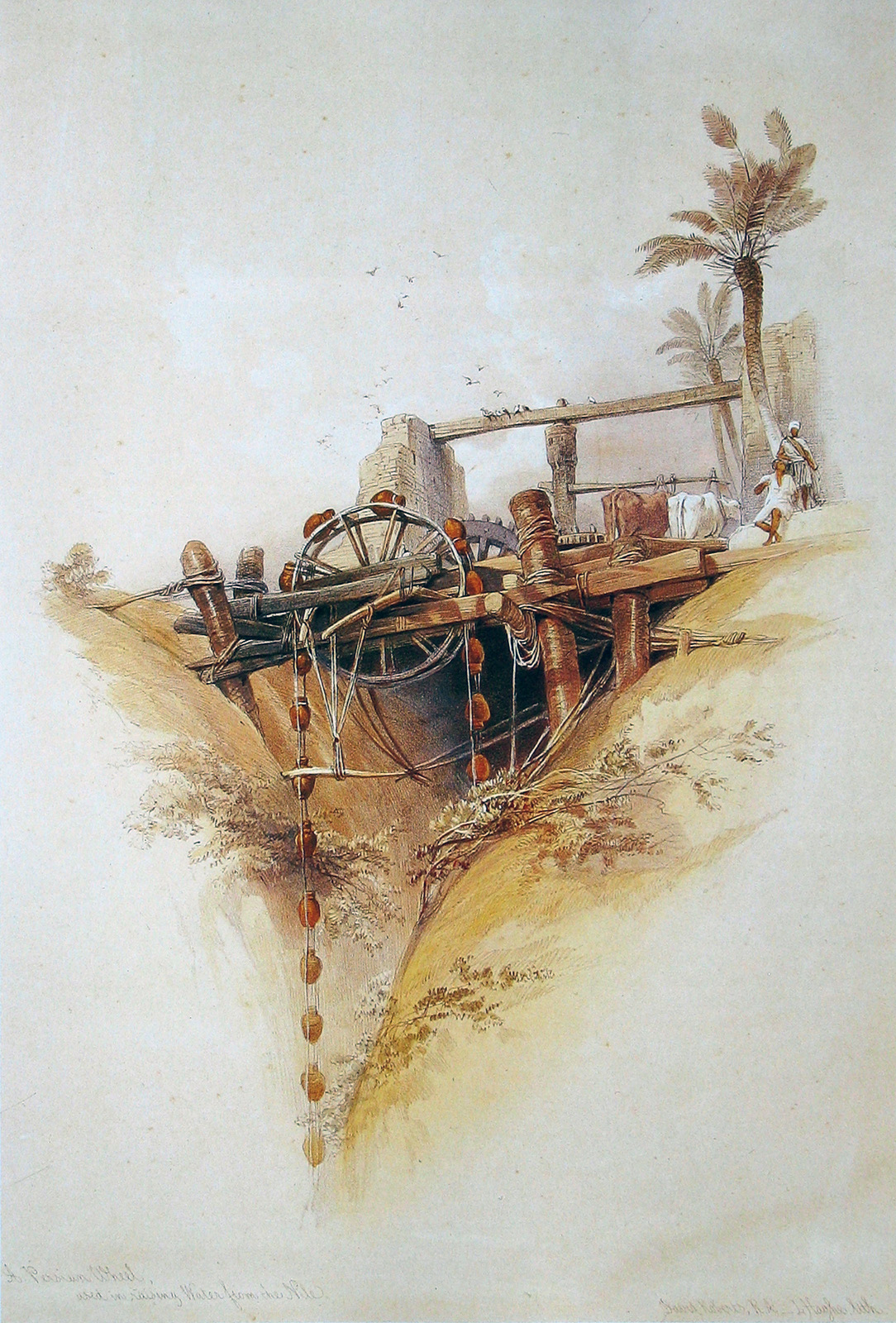
Персидское колесо, использовавшееся для мелиорации в Нубии, 1838 г.

Персидский колодец является типом колодца на Ближнем Востоке, часто используется в сочетании с кяризом. В этих скважинах установлен водоподъёмник, приводимый в действие волами, в котором волы ходят кругами вокруг центрального приводного вала, который вращает колесо, которое в свою очередь поднимает воду через цепь ведер из кяриза или колодца (старинный предшественник ковшового элеватора). В некоторых частях некоторых кяризов вода течёт достаточно быстро, чтобы на перепаде высот было подземное водяное колесо которое могло использовать достаточно энергии, чтобы поднять ведра с водой до уровня поверхности.